# Aktion Dünamünde

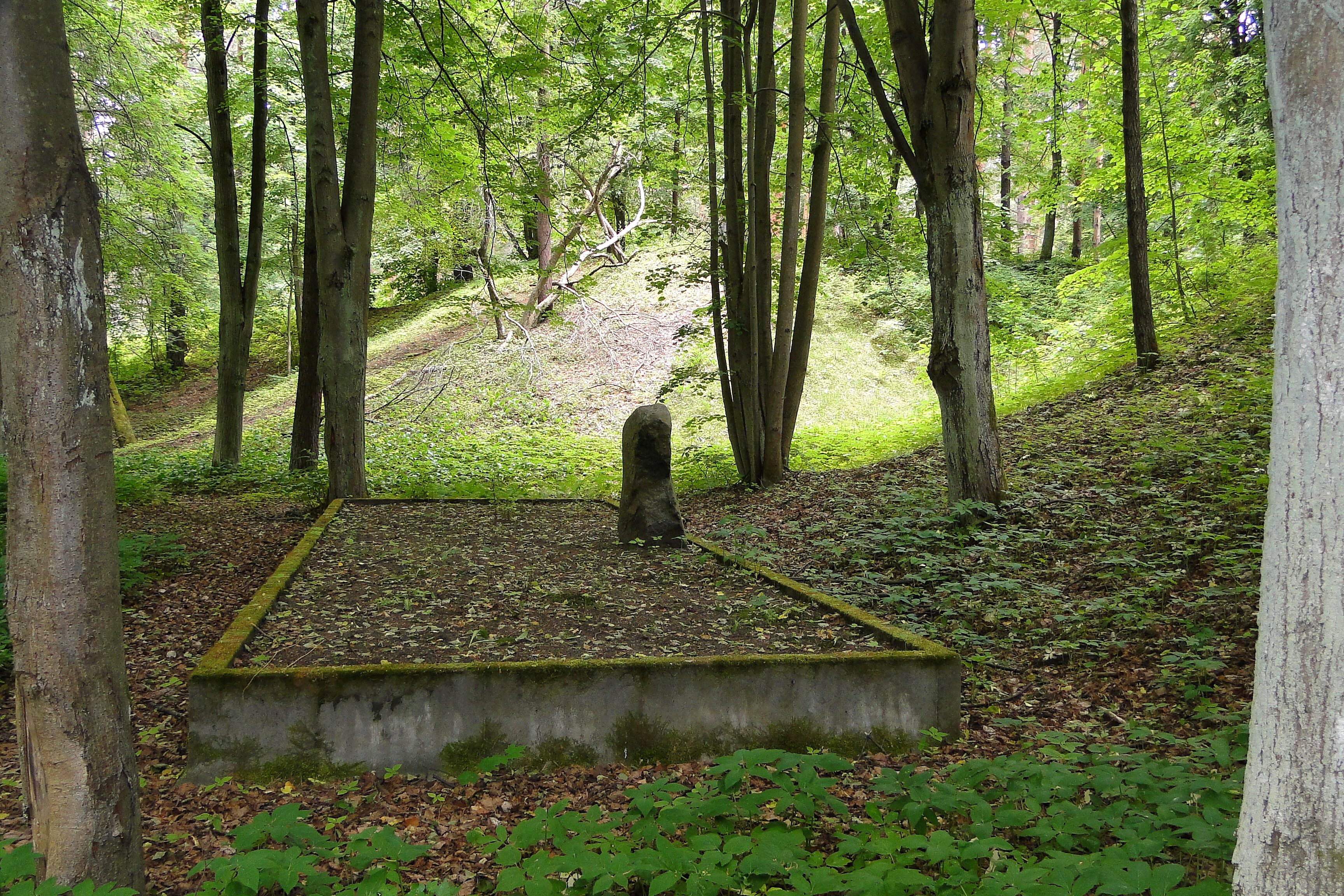
Förintelsemonument i Biķernieki-skogen.

Aktion Dünamünde syftar på en operation som genomfördes av nazityska SS i det ockuperade Lettland år 1942. Rigas getto hade blivit överbefolkat och drygt 3 700 judar valdes ut under förespegling att de skulle få lättare arbetssysslor i ett läger i Daugavgrīva (tyska Dünamünde). De skulle i det nya lägret arbeta med fiskkonservering. Denna bedrägliga plan hade uttänkts av SS-officeren Gerhard Maywald och chefen för Rigas getto, Kurt Krause.
Under två dagar, den 15 och den 26 mars 1942, transporterades offren — inte till något läger — utan till skogsområdet Biķernieki och arkebuserades. Kropparna begravdes i redan färdigställda gravar.